# Chaparral

Chaparral em torno do famoso letreiro de Hollywood, no Monte Lee, em Los Angeles, Califórnia

Chaparral é um bioma encontrado no sul da Califórnia e na Península da Baixa Califórnia no México. Semelhante ao matagal ou charneca, é um bioma característico de clima mediterrâneo (invernos amenos e chuvosos, verões quentes e secos). Biomas similares são encontrados na bacia do Mediterrâneo, onde é chamado de maquis; na região central do Chile, onde é conhecido pelo nome de matorral; região do Cabo da África do Sul (conhecido pelo nome de fynbos); e nas regiões oeste e sul da Austrália.
Essas espécies armazenam reservas de alimentos resistentes ao fogo, possibilitando a recuperação depois de incêndios.
A palavra chaparral tem origem em chaparro (um sobreiro novo), por sua vez originário do termo txapar, da língua basca.